# 金斯利·戴维斯
金斯利·戴维斯（Kingsley Davis，1908年8月20日—1997年2月27日）美国社会学家和人口学家，最早提出了人口爆炸和人口零增长的概念。
戴维斯于1930年获得德克萨斯大学学士学位，1933年获得硕士学位，1936年获得哈佛大学博士学位。他在史密斯学院（1934～1936）担任讲师，开始了社会学的教学生涯，然后在克拉克大学（1936～1937）担任助理教授。他曾担任宾夕法尼亚州立大学（1937-1942年）副教授和系主任。直到他在普林斯顿大学担任人类学和社会学副教授时，他才完成了他的第一部重要著作《人类社会》（Human Society，1949）。该书的出版使得哥伦比亚大学邀请他在应用社会研究局任教和指导（1949～1955）。
戴维斯在《转型期世界人口》（World Population in Transition，1945年）及其后的编辑中展示了他对人口学的精通，使人口学成为他的一种日益重要的分析工具。离开哥伦比亚大学后，戴维斯在加州大学伯克利分校任教（1955～1977），1971年至1977年任社会学和比较研究教授。1977年起，他担任南加州大学社会学教授。
戴维斯领导了一个由紐約卡內基財團赞助的社会科学团队，前往非洲10个国家，指导对印度、欧洲和拉丁美洲社会的研究。《印度和巴基斯坦的人口》（The Population of India and Pakistan，1951）、《拥挤的半球：美洲的人口变化》（A Crowding Hemisphere: Population Change in the Americas，1958）、《1950-70年世界城市化》（World Urbanization 1950–70，1969-72）第2卷包含了他关于人类社会一般科学的社会理论。